# Nagrog (Wanayasa)
Nagrog is een bestuurslaag in het regentschap Purwakarta van de provincie West-Java, Indonesië. Nagrog telt 3342 inwoners (volkstelling 2010).